# 中小企業の創造的事業活動の促進に関する臨時措置法
中小企業の創造的事業活動の促進に関する臨時措置法（ちゅうしょうきぎょうのそうぞうてきじぎょうかつどうのそくしんにかんするりんじそちほう、平成7年3月27日法律第47号）は、中小企業の創業および技術に関する研究開発等を支援するための措置を講ずることにより、中小企業の創造的事業活動の促進を通じて、新たな事業分野の開拓を図り、もって日本産業構造の転換の円滑化と国民経済の健全な発展に資することを目的として制定された法律である。
2005年（平成17年）4月13日をもって廃止され、中小企業の新たな事業活動の促進に関する法律へ統合された。

## 構成
- 第1章 総則（第1条・第2条）
- 第2章 創造的事業活動の促進（第3条―第14条）
- 第3章 指定支援機関による直接金融支援業務等（第14条の2―第14条の12）
- 第4章 雑則（第15条・第16条）
- 第5章 罰則（第17条）
- 附則

## 制定の経緯
創造法は、1985年10月に施行された日本初のベンチャー振興法である「中小企業技術開発促進臨時措置法（通称 : 技術法）」の期限切れにともない、その後継法として制定された。その際に「異分野中小企業者の知識の融合による新分野の開拓の促進に関する臨時措置法（通称 : 融合化法）」を統合した。
まず、技術法は、1980年代前半に起こった第2次ベンチャーブームとハイテクブーム（エレクトロニクス、新素材、バイオテクノロジー）を受けて制定された。しかし、1985年～1995年の10年間で個別中小企業50社と150組合を認定するにとどまった。このように乏しい実績しか残せなかった原因は、プラザ円高のために第2次ベンチャーブームが施行後まもなく終焉したこともあるが、用意された技術高度化補助金が組合だけを対象にするなど、個別中小企業は認定を受けてもメリットが少なかったことが大きい。技術法は、元気の良い個別中小企業を初めて法的に支援したということで、中小企業政策上、画期的なものではあったが、集団主義のくびきから自由になっていた訳ではなかったのである。
そこで、創造法の策定に当たっては、技術法の反省を踏まえて、中小企業庁の1990年代ビジョンの中で登場した「創造的中小企業」をキーワードに、個別中小企業中心の施策体系を構築することとなった。そのため、認定された個別中小企業向けに、技術改善費補助金の中に創造法枠や、当時としては画期的な無担保・第三者保証なしの信用保証制度などが新たに設けられた。そして、バブル崩壊後の閉塞感に苛まれ、次のリーディングインダストリーが見えない状況にあった日本経済の突破口を見つける役割をイノベーションに挑戦する多様なベンチャービジネスに託すものとなった。
さて、創造法における研究開発等事業計画の認定要件の中心をなす「著しい新規性を有する技術」とは、新たな技術要素が付加（自主開発でも移転・導入でも可）され、研究開発やデザイン開発を行わなければ克服できない課題があるもので、経営上のノウハウを含むものである。簡単に言うと、製造業のみならず様々な産業分野におけるイノベーションを法律的に定義したものであり、いわば「イノベーション基準」とも言えるものである。なお、この認定基準は、技術法からそのまま引き継いだものであった。
一方、2005年4月に創造法が統合された「中小企業の新たな事業活動の促進に関する法律（通称 : 中小企業新事業活動促進法）」における経営革新の認定要件「3％の付加価値向上」は、1993年制定の「特定中小企業者の新分野進出等による経済の構造的変化への適応の円滑化に関する臨時措置法（通称 : リストラ法）」に端を発するもので、いわば「リストラ基準」と言えるものである。

## 支援対象
認定を受けた中小企業、個人及び組合等
著しい新規性を有する技術の研究開発とその事業化を行う計画について、都道府県知事の認定を受けると、総合的な支援を受けることができる。
特定中小企業者
研究開発型中小企業や創業等の外形標準を満足すれば認定は不要であるが、税制上の優遇措置など支援は、限定的なものに留まる。

## 支援措置
- 研究開発補助金
  - 名称
    - 中小企業技術改善費補助金（創造的中小企業振興枠）
    - 1997年度に創造技術研究開発費補助金に改称
    - 1998年度に地域産業創造技術研究開発費補助金に改称
    - 1999年度に地域活性化創造技術研究開発費補助金に改称

  - 補助率 - 2/3(国1/3,県1/3)
  - 交付上限 - 3000万円/年
  - その他 - 3年計画可、人件費可
- 信用保証 - 無担保・第三者保証無し2000万円等の特例あり
- 低利融資 - 中小公庫、国民公庫、商工中金
- 欠損金繰越の延長 - 通常の5年から7年に延長
- 設備投資減税 - 中小企業基盤強化税制
- エンジェル税制
- 投資育成株式会社法の特例
- 都道府県のベンチャー財団による投資

なお、支援措置の中心をなす技術改善費補助金（創造的中小企業振興枠）とその後継補助金の予算額は、1995～2005年度の11年間の累計で国費202億円（都道府県負担も同額）であった。

## 実績
認定件数
1995年4月の施行後、創造法の認定件数は、10年間で1,000件という策定時の想定を上回って伸びていき、2005年4月13日の期限切れまでに11,006件を認定するに至った。
この中で、組合等の団体による認定220件と、同一企業の2回目以降の認定1,031件を除いた純認定企業数(個人を含む)は、9,755社であった。
上場件数
2006年3月末時点で、この9,755社の中から、47社が上場していることが確認できている。その内訳を見ると、製造業は21社、サービス業は26社となっており、特にIT系のサービス業が19社と最も多い。今回の第3次ベンチャーブームがインターネットの発展によって長期間続いているという見方を裏付けることができる。
上場市場を見ると、ジャスダックが21社、東証マザーズ12社、大証ヘラクレス10社となっている。製造業はジャスダックが多く、サービス業は東証マザーズと大証ヘラクレスが多い傾向が見て取れる。